# Improvisatoren (Nikolai Leskow)

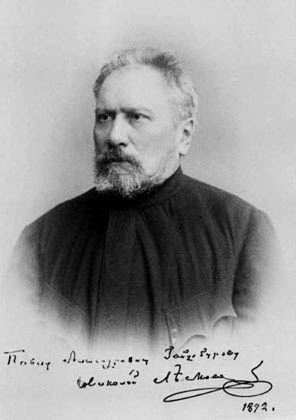
Nikolai Leskow im Jahr 1872

Improvisatoren, auch Die Improvisatoren (russisch Импровизаторы, Improwisatory), ist eine Erzählung des russischen Schriftstellers Nikolai Leskow, die 1892 in der Dezemberausgabe der Literaturbeilage zum Knischki Nedeli (Wochenbüchlein) erschien.
Der Autor nimmt die im Sommer 1892 während der Choleraepidemie in Russland aufbrodelnde Gerüchteküche aufs Korn; schreibt über jene Improvisatoren, die beim Verbiegen der Wahrheit Erfolg in der in Unwissenheit gehaltenen russischen Bevölkerung jener Jahre haben.

## Inhalt
Da der Erzähler in jenem Sommer am Finnischen Meerbusen im Ostseebad Schmezk krank daniederliegt, kann er lediglich Gehörtes berichten; wirkt selbst als Koch in der Gerüchteküche. Folglich ist Leskows Auftritt in dieser Geschichte vom Komma ein humoristischer. Mit dem Komma meint die irritierte russische Bevölkerung den kommaförmig gekrümmten Choleraerreger Vibrio cholerae.
Eine der Anekdoten, die Leskow weitergibt: Als ein Arzt in Schmezk aus einem kontaminierten Gewässer eine Probe im Reagenzglas nimmt, um später im Labor genannten Erreger nachzuweisen, wird er von der erregten Bevölkerung verprügelt und kann gerade noch die Flucht ergreifen.
Dieses Komma, belehrt uns der Erzähler in der nächsten Story, ist nämlich nur unter dem Mikroskop zu beaugenscheinigen. Da in der russischen Bevölkerung der Gebrauch solcher optischer Feingerätetechnik nicht verbreitet ist, hat ein Witzbold, also ein Schmezker Journalist, der Zeitung ein japanisches Insekt als „vergrößertes und getrocknetes Komma“ untergeschoben.
Wem kann die Schuld an der grassierenden Cholera gegeben werden, wird in jeder dieser Geschichtchen mehr oder weniger hintergründig gefragt. Ist der Zwergenkerl daran schuld? Dieser Kerl ist ein zwanzig- bis fünfzigjähriger kleinwüchsiger Schwachsinniger, der aus Petersburg gewiesen wurde und in Narva Arbeit sucht.
Dem Improvisator Zwergenkerl verdanken wir gewisse im Stegreif artikulierte Ausschmückungen – also Improvisationen – der Nachricht von der letzten Begebenheit, die aus jenem Schmezker Sommer des Erwähnens wert ist: Ein General hatte einen treuen Kammerdiener. Nach einer Tasse Tee in Gesellschaft einer Dirne bekommt letzterer Bauchschmerzen und wird mit Choleraverdacht ins Krankenhaus eingeliefert. Der General dringt zum Oberarzt vor und lässt sich den inzwischen „toten“ Diener in der Leichenkammer zeigen. Der Militär, ein Mann der Praxis, wiederbelebt seinen treuen Diener mit einer Kerzenflamme an der nackten Fußsohle und nimmt ihn mit nach Hause. Darauf lädt er drei Krankenhausärzte zu sich. Zweien davon schießt er durch die Brust und den dritten, das ist jener Oberarzt, tritt und ohrfeigt er so lange, bis er erschöpft ablassen muss.

## Rezeption
- Nach Setschkareff[4] wird die Dummheit des Volkes thematisiert: Im Volke werden Lügenmärchen erfunden und verbreitet, „wie die Ärzte das Volk vergiften“[5]. Zudem sei Leskows Auseinandersetzung mit „Schopenhauers Pessismus“[6] aus dem Text ablesbar.

### Deutschsprachige Ausgaben
Verwendete Ausgabe:
- Improvisatoren . Ein Bild nach der Natur. Deutsch von Wilhelm Plackmeyer. S. 266–286 in Eberhard Reißner (Hrsg.): Nikolai Leskow: Gesammelte Werke in Einzelbänden. Das Tal der Tränen. 587 Seiten. Rütten & Loening, Berlin 1973 (1. Aufl.)

### Sekundärliteratur
- Vsevolod Setschkareff: N. S. Leskov. Sein Leben und sein Werk. 170 Seiten. Verlag Otto Harrassowitz, Wiesbaden 1959

## Anmerkung
1. ↑  Verwendete Ausgabe, S. 278, 3. Z.v.u.: Schmezk (russ. Шмецк) – ein Dorf im Gouvernement Estland zwischen Hungerburg und Seebad Merrekül (russ. Меррекюль) bei Narva.